# Župčany

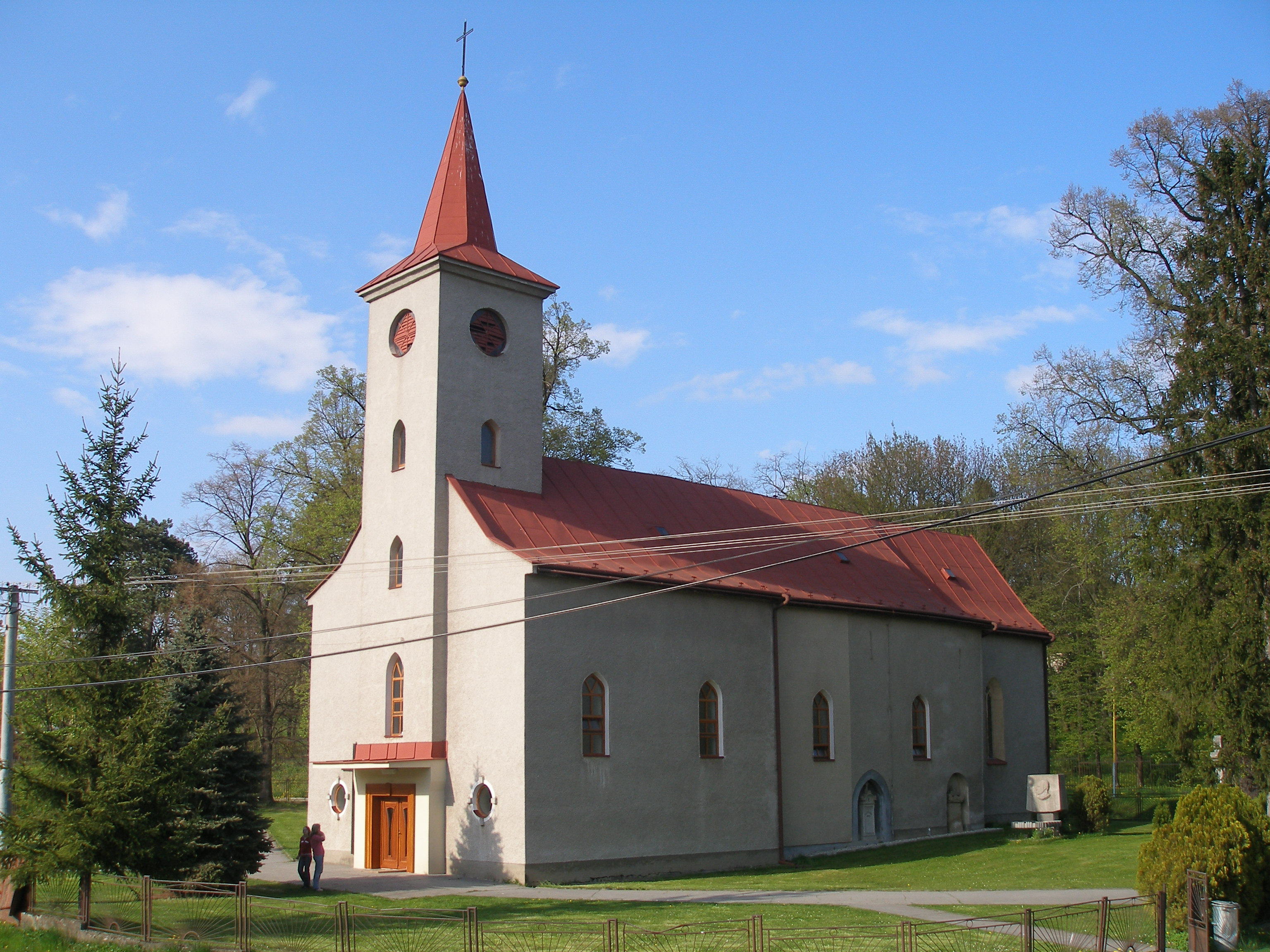
Župčany

Župčany (Hongaars: Zsebefalva) is een Slowaakse gemeente in de regio Prešov, en maakt deel uit van het district Prešov.
Župčany telt 1.353 inwoners.